# Michelangelo von Zois

Michelangelo von Zois

Michelangelo (III.) Freiherr von Zois von Edelstein (* 18. Juni 1874 in Schalkendorf, slowenisch Želeče, heute ein Ortsteil von Bled, Krain; † 17. Dezember 1945 in Schiefling am Wörthersee) war ein österreichischer Jurist, Staatsbeamter, Schriftsteller und Journalist. Durch sein Engagement als Radsportfunktionär und -journalist gilt er als einer der Wegbereiter des Radsports in Österreich.

## Familie

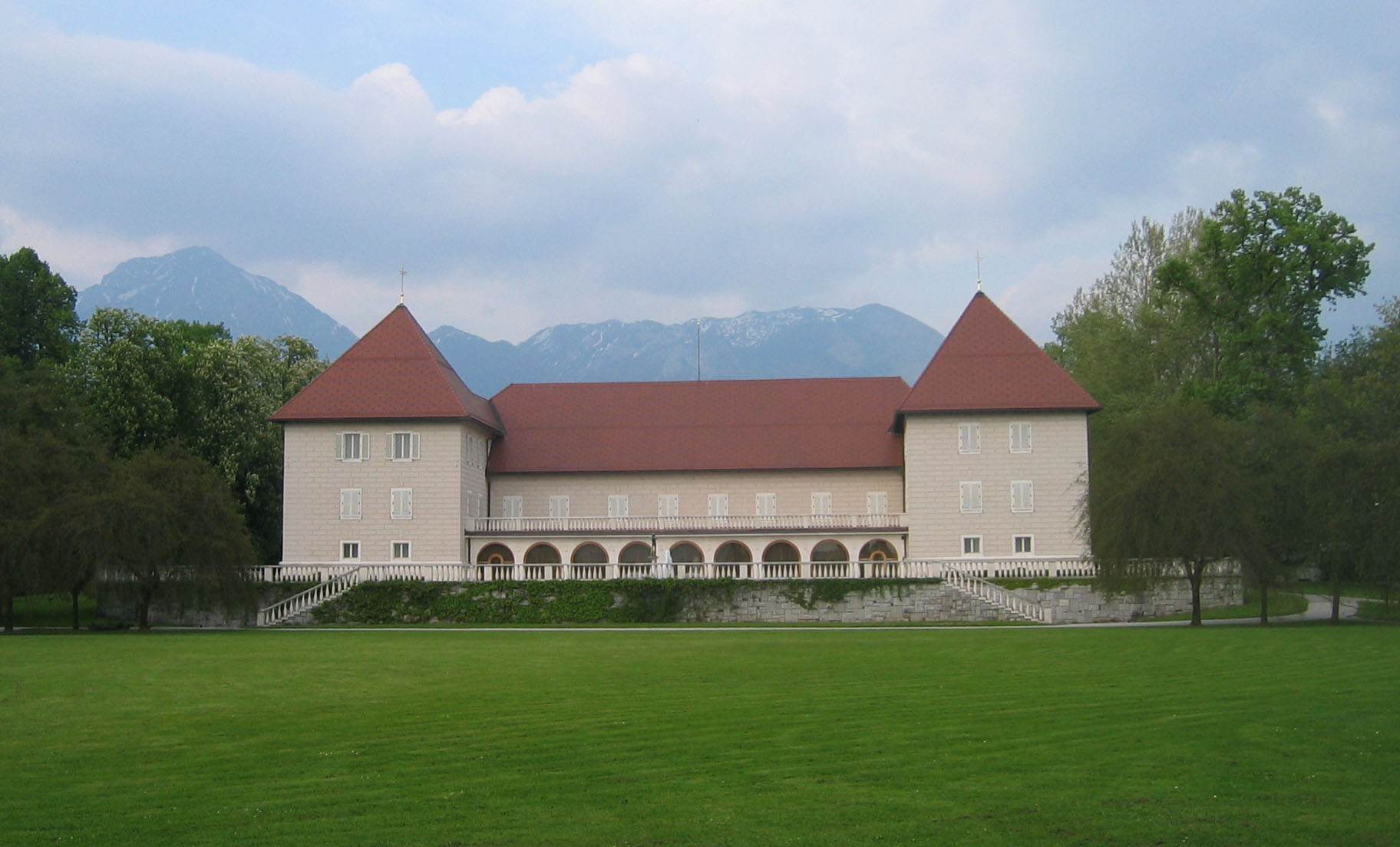
Schloß Egg, der ehemalige Familiensitz der Familie Zois

Michelangelo von Zois stammte aus der altösterreichischen wohlhabenden Adelsfamilie der Freiherren Zois von Edelstein, deren Mitglieder sich traditionell als Privatgelehrte betätigten; Familiensitz war Schloß Egg bei Krainburg. (Der heutige Name des Schlosses lautet Brdo. Ab 1935 wurde das Anwesen Sitz der jugoslawischen Königsfamilie, später von Staatschef Tito als eine seiner Residenzen genutzt. Heute dient es der slowenischen Regierung als Ort für Staatsbesuche und ähnliche Anlässe. Der Name des dortigen Restaurants Zois erinnert an die ehemalige Besitzerfamilie.) Er war Urgroßneffe des Unternehmers und Naturwissenschaftlers Sigmund Zois von Edelstein, dem die Familie den Namenszusatz „von Edelstein“ verdankt, und ein entfernter Cousin des Komponisten Hans von Zois. Von Zois war zweimal verheiratet; seine zweite Frau Eva Maria war auch schriftstellerisch tätig. Der Nachlass der Eheleute wurde 1998 dem Kärntner Landesarchiv überlassen.

## Im Staatsdienst
Seine schulische Ausbildung erhielt Michelangelo von Zois in der Wiener Privatschule Theresianum. Nach dem Schulabschluss studierte der vielseitig interessierte von Zois Jus in Graz und Wien. 1899 trat er in den österreichischen Staatsdienst ein und war ab 1903 dem k.k. Landespräsidenten im Herzogtum Krain (dem Vertreter von Kaiser und Wiener Regierung) und dem Bezirkshauptmann von Radmannsdorf unterstellter Bezirkskommissar. 1907 wurde er der administrativen Abteilung des Büros der Zentral-Kommission für Kunst und historische Denkmale im k.k. Ministerium für Kultus und Unterricht „zur Dienstleistung zugeteilt“. Dort wurde er, weil er Jurist und kein Kunsthistoriker war, angeblich als „Karikatur“ empfunden. Mehrmals sollte er im Zuge von Auseinandersetzungen und Intrigen abgelöst und weggelobt werden, wurde aber von Max Wladimir von Beck, 1906–1908 k.k. Ministerpräsident, protegiert und blieb bis 1914. Dann wechselte er als Landes-Regierungs-Sekretär wieder in die krainische Landesregierung (= Statthalterei) in Laibach.
1915 wurde von Zois zum Militärdienst im Ersten Weltkrieg eingezogen und arbeitete als Redakteur der Kriegszeitung der 10. k.u.k. Armee bzw. der Karnisch-Julischen Front. Als solcher wurde er in Fritz von Herzmanovsky-Orlandos Stück Rout am Fliegenden Holländer literarisch verewigt.
Nach dem Ersten Weltkrieg ging die Heimat von Baron Zois an Slowenien, und die Familie musste das heimatliche Schloss in Egg bei Krainburg verlassen. Über diesen Verlust schrieb er später: „Hinter mir liegt, was einst Heimat war […] Um unser Schloß wachsen Epheu, Rosen und wilder Wein.“
In den Nachkriegsjahren ersuchte Zois (da er für die deutschösterreichische Staatsbürgerschaft optiert hatte, fiel sein Adelstitel 1919 weg) vergeblich um die Anstellung als provisorischer Landeskonservator in Kärnten. Der damalige Landeskonservator von Kärnten, Otto Demus, schrieb in einer Aktennotiz, Zois habe zwar durch „Anregungen und kleine Berichte stets recht gute Dienste geleistet“, für wichtigere Aufgaben sei er allerdings nicht geeignet, da er als „schrullig“ bekannt sei und zu „phantastischen Plänen“ neige.
Nach dem „Anschluss“ Österreichs an das nationalsozialistische Deutsche Reich bat Zois erneut mehrfach, wenn auch erfolglos, bei der Zentralstelle für Denkmalschutz, beim Reichsstatthalter für Österreich und sogar mit einem persönlichen Brief an Hitler um erneute Verwendung in der Zentralkommission.

## Radsportler und Autor

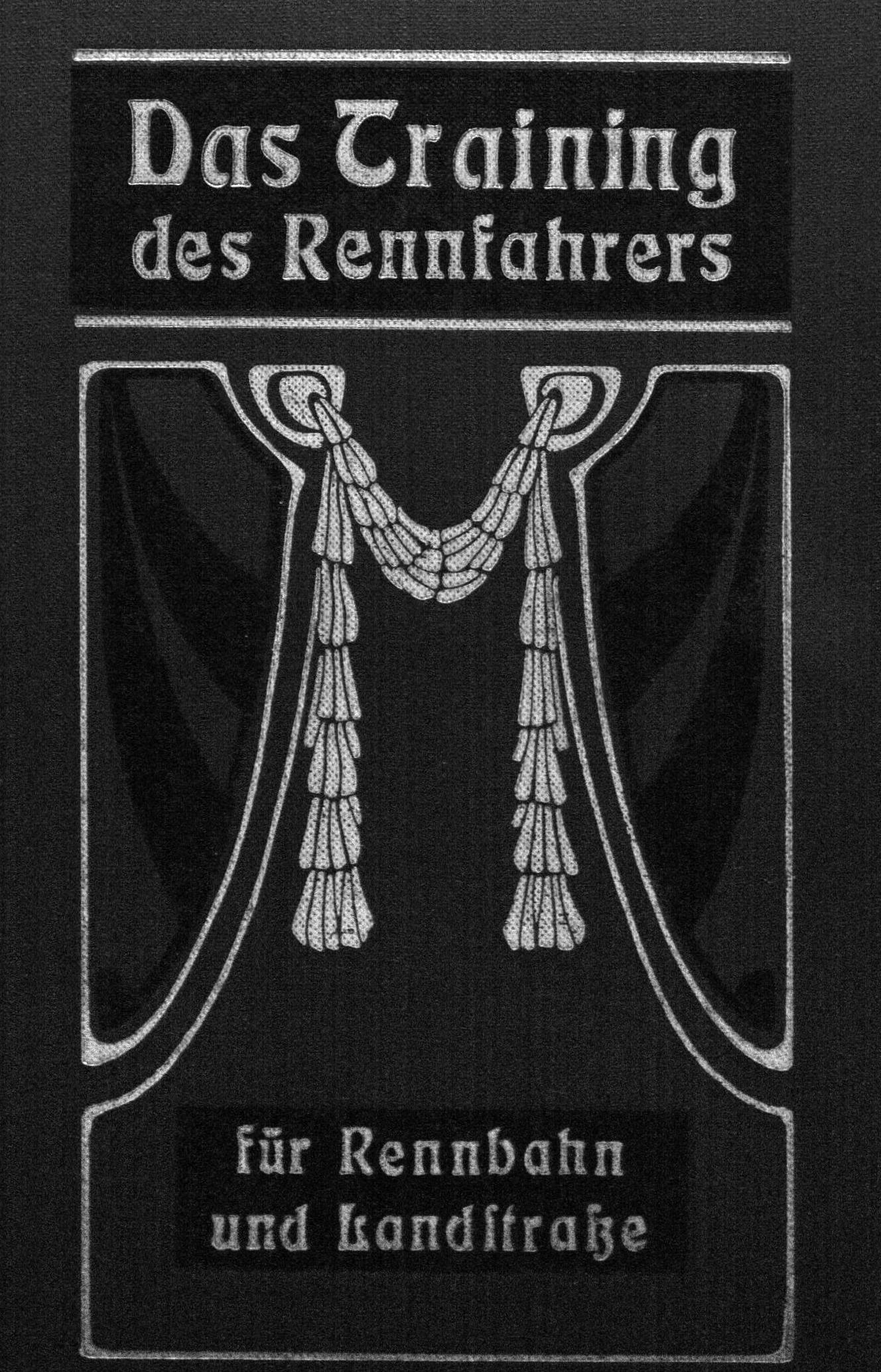
Michelangelo von Zois: Das Training des Rennfahrers, 1908

Von Jugend an war Michelangelo von Zois ein begeisterter und vielseitiger Sportler. Während seines Studiums in Graz wurde er regelmäßiger Besucher der dortigen
Birnen-Radrennbahn und begann in der Folge selbst mit dem Radsport-Training. Schließlich beschloss er, als Funktionär, Journalist und Schriftsteller den Radsport populär zu machen. Bis in die 1920er Jahre hinein verfasste er Berichte, Glossen und Kurzgeschichten für die auflagenstarke deutsche Radsportzeitschrift Rad-Welt und war als Redakteur der Österreichischen Touring-Zeitung tätig.
Zois' Buch Der Vollmensch. Ein Rennfahrerroman widmete er seinen „lieben Kameraden von der Grazer Trainierschule 1898“. Der Roman soll in den ersten Jahren des 20. Jahrhunderts großes Aufsehen erregt haben. „Abertausende von Mitgliedern der Radsportverbände“ verschlangen damals angeblich dieses „Kultbuch“ mit Begeisterung. In einer Literaturkritik soll gestanden sein: „Die Szenen aus dem Radfahrerleben sind mit einer Verve, mit einer so hinreißenden Kraft erzählt, so lebendig, so packend und anschaulich, dass man von dem Talent dieses Dichters noch Bedeutendes erwarten darf. Der Radrennfahrer als Vollmensch überzeugt durch seine literarische Kraft und Saftigkeit jeden Leser!“ Das Neue Wiener Tagblatt druckte Auszüge aus dem Buch ab, und Eduard Bertz schrieb in der österreichischen Zeit: „Es ist in der Tat“ der „eine wahre Rennfahrerroman unserer Literatur“.
In seinem Buch Das Training des Rennfahrers für Rennbahn und Landstraße berichtete er wenige Jahre später: „Der Gebrauch des Arseniks (Hüttenrauch) ist jedenfalls mit den Grazer Fahrern in die Welt gekommen; der Genuß desselben ist in den Alpenländern unter den Holzknechten des Hochgebirges u.s.w. üblich, um die Strapazen besser auszuhalten.“ Er verurteilte diese „Sitte“ als „verwerflich“:

„Überhaupt sind alle Tränke, Mixturen, Salben u.s.w., mit denen manche Trainer arbeiten, nicht nur überflüssige Charlatanerie, sondern auch verwerflich und unnütz. Außer Franzbranntwein, Fluid und Vaseline braucht man nichts, und man sollte jeden Trainer mit einem Tritte aus der Kabine hinausbefördern, der sich mit einer geheimnisvollen Mixtur naht. Wenn er kein Schwindler ist, so ist er ein kompletter Esel.“

Seinem Freund, dem Trainer Alexander Gayer, Gründer der Grazer Trainierschule und erklärter „erster Radsporttrainer“, bescheinigte er hingegen, dass dieser „manchmal seinen Leuten vor dem Starte einen Trank ein[gab], das war aber nichts anderes als Schilcher, ein sehr leichter steirischer roter Wein“.
Über den britischen Sport schrieb von Zois in seinem Buch:

„[...] Männer, die von England kamen, wußten den staunenden Freunden zu erzählen, dass die Leute über dem Kanal, so vernünftig sie sonst auch seien, doch recht kindlichen Vergnügungen huldigen. So unterhalten sich junge Leute, einen Lederball auf einer Wiese herumzustoßen, andere wieder schlügen mit einer Art Praker [Teppichklopfer] den Ball über ein Netz u.s.w., und dieser Wahnsinn locke Zuschauer in jeder Menge herbei. Darunter gäbe es Leute in Amt und Würden – die es manchmal sogar nicht verschmähen, selbst mitzutun.“

1903 / 1904 war Zois für den Laibacher BC (BC = Bicycle Club) als Fahrwart aktiv. 1907 gründete er in Wien den Österreichischen Radsport-Ausschuss und war Mannschaftsführer des Radteams bei den Olympischen Spielen 1912 in Stockholm, wo die Österreicher zwei Silber- und zwei Bronzemedaillen errangen. Von Zois berichtete anschließend in der Österreichischen Touring-Zeitung: „Die große Schlacht ist also vorüber [...]. Wir sind zwar nicht als Sieger heimgekehrt, wohl aber als tapfere Krieger, die ihre Pflicht getan, sich wacker geschlagen, und die die Ehre der Fahne hochgehalten haben.“
Nach dem Ersten Weltkrieg ließ sich Zois in Klagenfurt nieder, wo er zunächst eine Radfahrerriege und dann den Rad- und Motorfahrerverein Wörthersee gründete. 1932 half er schließlich, nachdem er nach Dellach am Wörthersee übersiedelt und Landesregierungsrat geworden war, bei der Gründung des Kärntner Radfahrer-Vereins und später des Kärntner Radfahrer-Verbandes, dem er bis 1937 vorstand. Zois wurde demzufolge als einer der Pioniere des österreichischen Radsports bezeichnet.
Michelangelo von Zois schrieb auch Beiträge für Zeitschriften der Naturistenbewegung und verfasste Übersetzungen. Er fungierte als Ideengeber für die Stummfilme „Der schwarze Chauffeur“ (1917) und für „Veritas vincit“ (1919, Regie Joe May). Zudem schrieb er zahlreiche Novellen, in denen sich seine Bewunderung für deutsches Rittertum und die italienische Renaissance widerspiegelt.
1924 kam sein Buch Vom Wege den ich ging heraus, mit Kurz-Essays zu allen Themen des Lebens  und natürlich auch dem Fahrrad gewidmet: „Frei! Frei ---! Frei! surrt die Pneumatik. Frei! schnurrt leise die Kette. Frei! jubeln die Speichen. Hinein in die Pedale […] Surre Rädchen, surre dem Ziele zu! ‚Bin ein fahrender Gesell, kenne keine Sorgen!‘“ "Vom Wege, den ich ging" veranlasste  Maria Stonawski, eine der  bedeutendsten  Schriftstellerinnen ihrer Zeit, unter dem Pseudonym Maria Stona zu einem begeisterten Essay dazu.
Zois war bis zu seinem Tod literarisch tätig.

## Schriften (Auswahl)
- Der Vollmensch. Ein Rennfahrerroman. Dresden & Leipzig, 1902
- Das Training des Rennfahrers für Rennbahn und Landstraße. Berlin 1908
- Das Theresianum. Wien 1910
- „Körperschönheitskonkurrenz in Wien“. In: Beiblatt zur Schönheit, Heft 8, 1910, S. 138–140
- „Die Olympischen Spiele von Stockholm“. In: Beiblatt zur Schönheit. Heft 10, 1912, S. 182–186
- „Feldbücherei der k. u. k. 10. Armee“. Hrsg. von Michelangelo Baron Zois und Franz Xaver Zimmermann. In: Kriegszeitung der k. u. k. 10. Armee, 1917
- Des Freiherrn von Münchhausen neueste Friedens- und Kriegsabenteuer, 1917
- Des Erasmi Fräncisci Reise nach Italien. Klagenfurt 1917
- Was Junker Jörg im Welschland fand. Historische und andere Novellen, Dresden 1924
- Freie Bearbeitung von Der Frauendienst des Minnesängers Ulrich von Liechtenstein. Stuttgart 1924
- Vom Wege den ich ging. Leoben in der Steiermark 1924
- Übersetzung von: Eugène Sues: Die Geheimnisse von Paris. Wien 1928
- „Blick in die Zukunft“. In: Soma. Monatszeitschrift für Körperkultur und Kunst. Heft 2, 3. Jahrgang, Leipzig 1928
- „Die Frau, die Körperkultur und der Sport“. In: Soma. Monatszeitschrift für Körperkultur und Kunst. Heft 4, 3. Jahrgang, Leipzig 1928